# NHL 1922./23.
NHL-sezona 1922./23. je bila šesta sezona NHL-a. Odigralo se 24 utakmica i dvije najbolje momčadi su u dva međusobna susreta odlučilo o pobjedniku NHL-a.
Prvi na ljestvici Ottawa Senatorsi pobijedili su Montreal Canadiense s 3:2. U polufinalu Stanleyjeva kupa igrali su Senatorsi protiv pobjednika PCHA-a Vancouver Maroonse, kojeg pobjeđuju s 3:1. I finalu susreću se s Edmonton Eskimosima, pobjednika WCHL-a, i njih pobjeđuju s 2:0. To je za Senatorse treća pobjeda Stanleyjeva kupa u zadnjih četiri godina. 
King Clancy je u finalu odigrao na svim šest pozicijama. Čak je igrao na golu, jer je standardni vratar dobio kaznu radi udarca sa štabom.
Montreal Canadiense prodaje svog nekadašnjeg najboljeg strijelca Newsy Lalonde u Saskatoon (WCHL) za 3.500$ i jednog nepoznatog amatera Aurel Joliata.

## Regularna sezona

### Ljestvica
Kratice: P = Pobjede, Po. = Porazi, N = Neriješeno, G= Golovi, PG = Primljeni Golovi, B = Bodovi
|                      | P  | Po. | N | G  | PG  | B  |
| -------------------- | -- | --- | - | -- | --- | -- |
| Ottawa Senators      | 14 | 9   | 1 | 77 | 54  | 29 |
| Montreal Canadiens   | 13 | 9   | 2 | 73 | 61  | 28 |
| Toronto St. Patricks | 13 | 10  | 1 | 82 | 88  | 27 |
| Hamilton Tigers      | 6  | 18  | 0 | 81 | 110 | 12 |

### Najbolji strijelci
Kratice: Ut. = Utakmice, G = Golovi, A = Asistencije, B = Bodovi
| Igrač           | Momčad   | Ut. | G  | A  | B  |
| --------------- | -------- | --- | -- | -- | -- |
| Babe Dye        | Toronto  | 24  | 33 | 10 | 43 |
| Cy Denneny      | Ottawa   | 24  | 35 | 5  | 40 |
| Billy Boucher   | Montreal | 24  | 34 | 5  | 39 |
| Jack Adams      | Toronto  | 20  | 28 | 9  | 37 |
| Mickey Roach    | Hamilton | 24  | 19 | 10 | 29 |
| Odie Cleghorn   | Montreal | 24  | 19 | 8  | 27 |
| Georges Boucher | Ottawa   | 24  | 18 | 9  | 27 |
| Reg Noble       | Toronto  | 24  | 18 | 9  | 27 |
| Cully Wilson    | Hamilton | 20  | 19 | 7  | 26 |
| Aurel Joliat    | Montreal | 24  | 11 | 15 | 26 |

## Doigravanje za Stanleyjev kup
Sve Utakmice su odigrane 1922. godine.

### Finale NHL-a
Ottawa pobjeđuje Montreal u dvije utakmice s 3:2 gola.

### Polufinale Stanleyjeva kupa
| Vancouver Maroons vs. Ottawa Senators | Vancouver Maroons vs. Ottawa Senators | Vancouver Maroons vs. Ottawa Senators | Vancouver Maroons vs. Ottawa Senators | Vancouver Maroons vs. Ottawa Senators | Vancouver Maroons vs. Ottawa Senators |
| Datum                                 | Gostujuća Domačin                     | Gostujuća Domačin                     | Domaćin                               | Domaćin                               |                                       |
| ------------------------------------- | ------------------------------------- | ------------------------------------- | ------------------------------------- | ------------------------------------- | ------------------------------------- |
| 16. ožujka                            | Ottawa                                | 1                                     | 0                                     | Vancouver                             |                                       |
| 19. ožujka                            | Ottawa                                | 1                                     | 4                                     | Vancouver                             |                                       |
| 23. ožujka                            | Ottawa                                | 3                                     | 2                                     | Vancouver                             |                                       |
| 26. ožujka                            | Ottawa                                | 5                                     | 1                                     | Vancouver                             |                                       |
| Ottawa pobjeđuje seriju sa 3:1.       |                                       |                                       |                                       |                                       |                                       |

### Finale Stanleyjeva kupa
| Edmonton Eskimos vs. Ottawa Senators             | Edmonton Eskimos vs. Ottawa Senators | Edmonton Eskimos vs. Ottawa Senators | Edmonton Eskimos vs. Ottawa Senators | Edmonton Eskimos vs. Ottawa Senators | Edmonton Eskimos vs. Ottawa Senators |
| Datum                                            | Gostujuća momčad                     | Gostujuća momčad                     | Domaćin                              | Domaćin                              |                                      |
| ------------------------------------------------ | ------------------------------------ | ------------------------------------ | ------------------------------------ | ------------------------------------ | ------------------------------------ |
| 29. ožujka                                       | Ottawa                               | 2                                    | 1                                    | Edmonton                             |                                      |
| 31. ožujka                                       | Ottawa                               | 1                                    | 0                                    | Edmonton                             |                                      |
| Ottawa pobjeđuje sa 2:0 i osvaja Stanleyjev kup. |                                      |                                      |                                      |                                      |                                      |
| Utakmice su odigrane u Vancouveru.               |                                      |                                      |                                      |                                      |                                      |

## Vanjske povezice
- Hacx.de: Sve ljestvice NHL-a  Arhivirana inačica izvorne stranice od 24. siječnja 2008. (Wayback Machine)